# Rasa-Studiergambiet
Het Rasa-Studiergambiet is in de opening van een schaakpartij een variant in de Franse opening en heeft de volgende beginzetten: 1.e4 e6 2.d4 d5 3.Pc3 Pf6 4.Le3 de
Eco-code C 11.